# 羅啟新
羅啟新（英語：Cuson Law Kai Sun，1965年2月25日—），香港電台第二台節目主持及監製。2016年1月，香港電台將羅啟新由電台部調去電視部工作，1月8日最後一天在電台工作，但間中仍會頂替休假同事於電台廣播。

## 簡歷
羅啟新早年在九龍彩虹邨（出生後至小學三年級）居住，就讀長沙灣天主教英文中學（中一至中五）和香港四邑商工總會黃棣珊紀念中學（中六至中七）。1986年，他入讀香港理工學院土木工程系，兩年後改讀商科，但在學期間幾乎全部時間到花在舞台劇上。他在一次學界活動表演中，被同場的香港電台DJ阮兆祥和陳漢詩賞識，因此加入了香港電台。他在入職初期已客串電台的王牌節目《晨光第一線》，兼職撰稿和寫廣播劇。
2004年，羅啟新正式成為《晨光第一線》的主持人。
2007年，羅啟新聯同名嘴周融和黃毓民在伊利沙伯體育館舉辦了兩場棟篤笑。其後，曾智華便吩咐他逢周五在《晨光》做一場，內容以嬉笑怒罵、諷刺時事為主題。其後，他又參與了港台《頭條新聞》的幕前演出，會在個人表演環節《小新my廣告》中，二次創作一些時下的電視廣告。
2016年1月，《晨光第一線》多名元老級DJ包括羅啟新和程振鵬等「被退役」。羅啟新表示，自己從事廣播工作25年，2004年開始主持《晨光第一線》，對節目有感情、不捨得，當聽眾是朋友，最後一集會跟聽眾說再見。由於被撤換的主持和節目都是講政治的，令人懷疑今次調職與政治有關，羅啟新指高層說法是希望他能夠專心擔任港台電視部的創作總監，但無法證實背後有否其他原因。
2017年12月23日，羅啟新據報涉嫌於觀塘道因未能通過酒精呼氣測試，酒後駕駛被捕。

## 家庭
羅啟新於2005年1月與塔羅牌專家齊釨湮結婚。他表示婚前跟太太拍拖一年，太太當日是其節目的被訪者。

## 電台工作

### 曾主持節目
- 《學生專門店》
- 《青春交響曲》
- 《飛天遁地 Saturday / Everyday》
- 《瘋show快活人》
- 《向左扭 向右扭》
- 《這個新田地》
- 《論盡精彩人》
- 《玩玩星期天》
- 《晨光第一線》
- 《頭條新聞》（香港電台電視部）

### 現監製節目
- 《晨光第一線》
- 《玩玩星期天》
- 《Beautiful Sunday @ Selamat Pagi》（印尼語節目）
- 《講東講西》周日版